# پاتریک شلبری
پاتریک شلبری (سوئدی: Patric Kjellberg؛ زادهٔ ۱۷ ژوئن ۱۹۶۹) بازیکن هاکی روی یخ اهل سوئد بود.
از باشگاه‌هایی که در آن بازی کرده‌است می‌توان به مونترآل کانادینز و آناهایم داکس اشاره کرد.